# Rhodophthitus imperialis
Rhodophthitus imperialis là một loài bướm đêm trong họ Geometridae.